# جوناثان كلاين (سائق سيارة سباق)
جوناثان كلاين (بالإنجليزية: Jonathan Klein)‏ هو مهندس أمريكي، ولد في 23 يونيو 1987.